# Dr. Sleep
Dr. Sleep (oorspronkelijke titel Doctor Sleep) is een boek uit 2013 van Stephen King. Het verhaal is een vervolg op dat uit zijn eerdere boek The Shining zoals hij dat oorspronkelijk schreef (niet dat uit de filmversie van Stanley Kubrick, dat op kritieke in Dr. Sleep aangehaalde elementen afwijkt van het origineel). Het verhaal van Dr. Sleep is in hoofdlijnen nieuw, maar er is wel een overlapping met The Shining. Verschillende personages en verhaallijnen uit The Shining keren terug, worden aangehaald, vervolgd of afgerond in Dr. Sleep.

## Verhaal
Na de gebeurtenissen in The Shining hebben  de vijfjarige Danny 'Dan' Torrance en zijn moeder Wendy langzaam een nieuw bestaan opgebouwd. Een aantal geesten uit het Overlook Hotel  die nog een appeltje met hen te schillen hebben achtervolgen het duo, maar Danny leert van Dick Hallorann (de kok uit het hotel, die hem in het vorige boek ook al hielp) hoe hij deze geesten onschadelijk kan maken door ze, met behulp van zijn paranormale gave, the shining,  die hij zelf 'het licht' noemt, op te sluiten in zijn hoofd. 
Jaren later is de nu volwassen Dan in navolging van zijn vader Jack alcoholist geworden. Zijn moeder is overleden aan kanker. Een paar jaar zwerft Dan rond, waarbij hij geen enkele baan of woning kan houden door zijn drankprobleem. Door een straatarme alcohol- en drugsverslaafde moeder en haar onschuldige peuter van hun laatste zeventig dollar te beroven, schrijft Dan zijn zwartste bladzijde. Daarop vertrekt hij naar Frazier, New Hampshire om opnieuw te beginnen. Een plaatselijke bewoner genaamd Billy Freeman helpt Dan daar aan een tijdelijk baantje als klusjesman en diens baas zorgt ervoor dat hij bij de Anonieme Alcoholisten gaat. Na verloop van tijd verruilt Dan zijn baantje als klusjesman voor dat als begeleider in het plaatselijke hospice. Hij beschikt nog steeds over the shining. Dit maakt het hem mogelijk om de bewoners van het hospice speciale begeleiding te geven op het moment dat zij het leven verruilen voor het hiernamaals. Zo verwerft hij intern de bijnaam 'Dr. Sleep'.
Terwijl Dan zo goed en zo kwaad als het kan zijn nieuwe leven probeert te leiden, wordt er een meisje genaamd Abra geboren. Vanaf het moment dat ze ter wereld komt, heeft ze een psychische connectie met Dan, hoewel ze elkaar niet kennen of ooit zelfs maar gezien hebben. Dan krijgt regelmatig kleine, onschuldige boodschappen van haar door. Eerst onbedoeld en als ze wat ouder wordt door korte tekstjes te schrijven op het schrijfbord in Dans kamer in het hospice. Ook Abra beschikt over het licht, maar in veel grotere mate dan Dan ooit gedaan heeft. Zo komt Abra ongewild achter het bestaan van een groep die zichzelf De Ware Knoop noemt. Dit is een samenleving van schijnbaar doodgewone mensen op leeftijd die voortdurend in campers en motorhomes van de ene naar de andere plek trekken. In werkelijkheid zijn de leden van De Ware Knoop amper menselijk, maar voeden ze zich door 'stoom' te ademen. Dit is een materie die vrijkomt wanneer mensen die over het licht beschikken sterven. Hoe meer pijn daarmee gemoeid gaat, hoe zuiverder de stoom en hoe jonger het 'stoomhoofd', hoe groter de hoeveelheid. Het inademen van stoom maakt leden van De Ware Knoop na iedere maaltijd jonger, sterker en gezonder, terwijl ze verder verouderen zoals mensen doen. Door het nemen van stoom overleven de oudste leden van De Ware Knoop al eeuwen.
Abra is er geestelijk getuige van hoe De Ware Knoop een jongetje doodmartelt om zich te kunnen voeden aan zijn stoom. Wanneer hun leidster Rose 'De Hoed' O'Hara achter het bestaan van Abra en haar gigantische licht komt, wordt het meisje het hoofddoelwit van De Ware Knoop. Het laatste jongetje waaraan de leden van De Ware Knoop zich voedden, had namelijk mazelen. Voor moderne mensen een onschuldige kinderziekte, maar niet voor de leden van De Ware Knoop. Ze dreigen stuk voor stuk onder de aandoening te bezwijken, tenzij het consumeren van een dergelijk groot licht als dat van Abra ze kan redden. Abra zoekt de hulp van Dan om terug te vechten. 
Dan zoekt contact met Abra’s ouders en weet hen met moeite van het gevaar te overtuigen. Samen met Billy Freeman zetten ze een val voor de Ware Knoop. Zodra een aantal leden van de knoop Abra komen ontvoeren, worden ze door Dan en Co overmeesterd en gedood. Het plan dreigt nog even te mislukken wanneer een Ware Knoop-lid genaamd Crow toch met Abra aan de haal weet te gaan, maar Dan kan uiteindelijk verhinderen dat Crow Abra naar Rose brengt. Wetend dat Rose nooit zal stoppen in haar pogingen om Abra gevangen te nemen, besluit Dan om Rose en de rest van de knoop te confronteren in hun kamp, gelegen op een kampeerplaats waar vroeger het Overlook Hotel was. 
Voordat hij zijn plan ten uitvoer brengt, bezoekt Dan nog Abra’s overgrootmoeder Concetta, die als gevolg van kanker op sterven ligt. Via haar leert Dan dat Abra’s moeder, Lucy, zijn half-zus is, en Abra dus zijn half-nichtje; Dan’s vader heeft namelijk ooit een affaire gehad. Wanneer Concetta sterft, staat ze toe dat Dan haar stoom in zich opneemt. Vervolgens reizen Dan en Billy naar het kamp. Abra blijft thuis achter, maar doet via astrale projectie alsof ze toch bij de 2 heren is om Rose zo te misleiden. Zoals verwacht liggen de leden van de Ware Knoop in een hinderlaag te wachten, maar op het cruciale moment laat Dan zowel Concetta’s stoom als een van de geesten van het hotel, die nog in zijn hoofd zat, los. De met kanker doordrenkte stoom doodt vrijwel alle leden van de Ware Knoop zodra het inademen, en de geest rekent af met het laatste overgebleven lid. Dan zelf confronteert Rose, en doodt haar door haar, geholpen door Abra en de geest van zijn eigen vader, van een observatieplatform te duwen.
In de epiloog viert Abra haar vijftiende verjaardag, terwijl Dan zijn gave wederom aangrijpt om een stervende collega te begeleiden naar het hiernamaals.

## Achtergrond
Stephen King maakte zijn plannen voor een vervolg op The Shining voor het eerst bekend op 19 november 2009, tijdens een promotietour in Canada voor zijn boek Under the Dome. Op 1 december 2009 plaatste King op zijn website een poll waarin lezers konden stemmen welk boek King als volgende zou moeten schrijven: Dr. Sleep of The Wind Through the Keyhole , het volgende deel van de The Dark Tower-serie. Dr. Sleep won met 5861 stemmen, tegen 5812 voor The Wind Through the Keyhole.
Voor het verhaal voor Dr. Sleep  liet King zich onder andere inspireren door Oscar, een kat die in staat zou zijn de dood van terminaal zieke patiënten te voorspellen. In een interview met Entertainment Weekly maakte King bekend dat hij onderzoeker Rocky Wood had ingehuurd om hem te helpen de continuïteit tussen The Shining en  Dr. Sleep te waarborgen. Begin november 2011 voltooide King de eerste versie van het boek. Op 23 december 2011 ontving King de Mason Award tijdens het Fall for the Book event aan de 
George Mason University. Tijdens de uitreiking las hij een stuk voor uit de eerste versie van  Dr. Sleep. 
Zowel de papieren  als de ebook-versie van Dr. Sleep haalden de eerste plaats op de bestsellerlijst van The New York Times.